# Poetin 2
Poetin 2 (née en 1997, morte en 2005) est une jument de race Brandebourgeoise, championne du monde 2003 des chevaux de dressage dans la catégorie des six ans. Acquise au prix record de 2,5 millions d'euros, elle meurt précocement de fourbure à l'âge de huit ans.

## Histoire
Poetin est sacrée est championne du monde des jeunes chevaux de dressage en 2003, à l'âge de 6 ans. La jument est repérée très tôt pour ses exceptionnelles qualités. 
Elle est achetée aux enchères au prix record de 2,5 millions d'euros en 2003, à un consortium entre l’élevage van der Zwan aux Pays-Bas et le groupe ING. En 2005, le consortium est dissous. C'est M. Xavier Marie du haras de Hus qui l'acquiert. Dans ses écuries, la jument est malade d'une fourbure qui se révèle incurable. La décision est prise de l'euthanasier en décembre 2005. 
Il s'ensuit une longue bataille juridique entre l'acquéreur et le consortium, Xavier Marie leur reprochant de ne pas avoir prévenu que la jument était sous corticoïdes anti-inflammatoires. Xavier Marie perd finalement le procès.
Il se rapproche alors de la société de clonage française Cryozootech, qui prélève des cellules de Poetin 2 après sa mort. Il commande rapidement un clone pour le haras de Hus.

## Clonage et descendance
Poetin n'a eu qu'un seul poulain avant sa mort : la jument A Special Poetin, par l'étalon Jazz. Elle a été vendue au prix record de 138 000 €.
Le clone de Poétin 2, Poetin Z, est né le 30 mars 2007,.
En 2010, un poulain naît par transfert d'embryon du clone Poetin Z, ce qui constitue une première mondiale.